# Danh sách đảo có người của Croatia

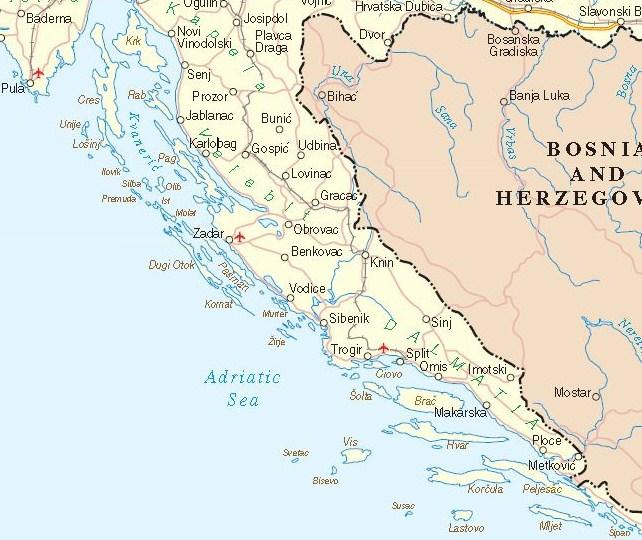
Bản đồ các đảo của Croatia trên biển Adriatic

Trong phần lãnh thổ của Croatia trên biển Adriatic có 718 đảo, 389 đảo nhỏ và 78 ám tiêu, khiến quần đảo của Croatia là quần đảo lớn nhất ở biển Adriatic và lớn thứ hai ở Địa Trung Hải sau quần đảo của Hy Lạp.
Trong 718 hòn đảo, khoảng 47 đảo là có người sống theo nghĩa có ít nhất một người cư trú trên đó. Một số nguồn nói Croatia có 67 đảo có người, là những đảo có khu định cư, nhưng 20 trong số này đã mất toàn bộ dân số vĩnh viễn do suy giảm dân số xảy ra ở các đảo Croatia vì hoạt động kinh tế không đáp ứng được đời sống dân cư.
Các đảo Croatia đã có dân cư từ thời Hy Lạp cổ đại. Ví dụ, Hvar đã có người sống từ năm 3500 TCN đến 2500 TCN và Dionysius I của Syracuse đã lập nên một thuộc địa trên đảo Hvar và đảo Vis vào thế kỷ 4 TCN. Tổng dân số các đảo đạt đến đỉnh điểm năm 1921 với 173.503 nhân khẩu, và đã giảm dần trong những thập kỷ sau đó, xuống mức như trước 1850 vào năm 1981. Xu hướng giảm dân số chỉ bị đảo ngược từ những năm 1990, khi trong cuộc điều tra dân số năm 2001 cho thấy dân số các đảo đạt 122.418, tăng từ mức 110.953 hồi năm 1991.
Những ngành kinh tế chính trên các đảo là nông nghiệp, đánh cá và du lịch. Nền nông nghiệp chủ yếu là trồng nho và trồng ô liu. Nền kinh tế địa phương tương đối kém phát triển trong khi chi phí sinh hoạt cao hơn 10 đến 30% so với đất liền, vì thế Chính phủ Croatia cung cấp các loại hỗ trợ và bảo vệ thông qua Luật Quần đảo (tiếng Croatia: Zakon o otocima) để kích thích nền kinh tế các đảo, bao gồm cả loại thu phí cầu đường, và cung cấp vé phà rẻ hơn hoặc miễn phí cho người dân trên đảo.

## Danh sách

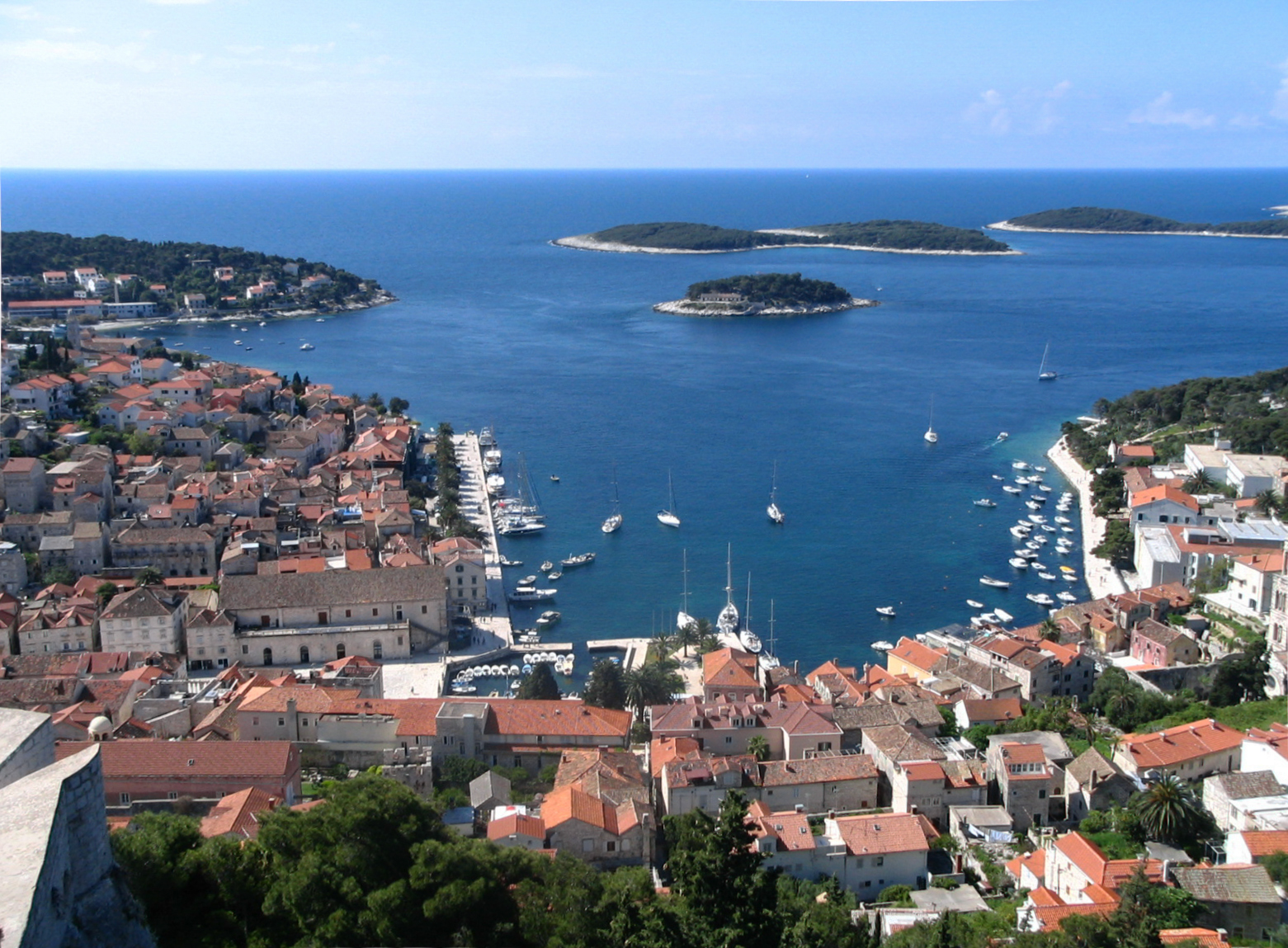
Bến cảng của thị trấn Hvar, trên đảo Hvar

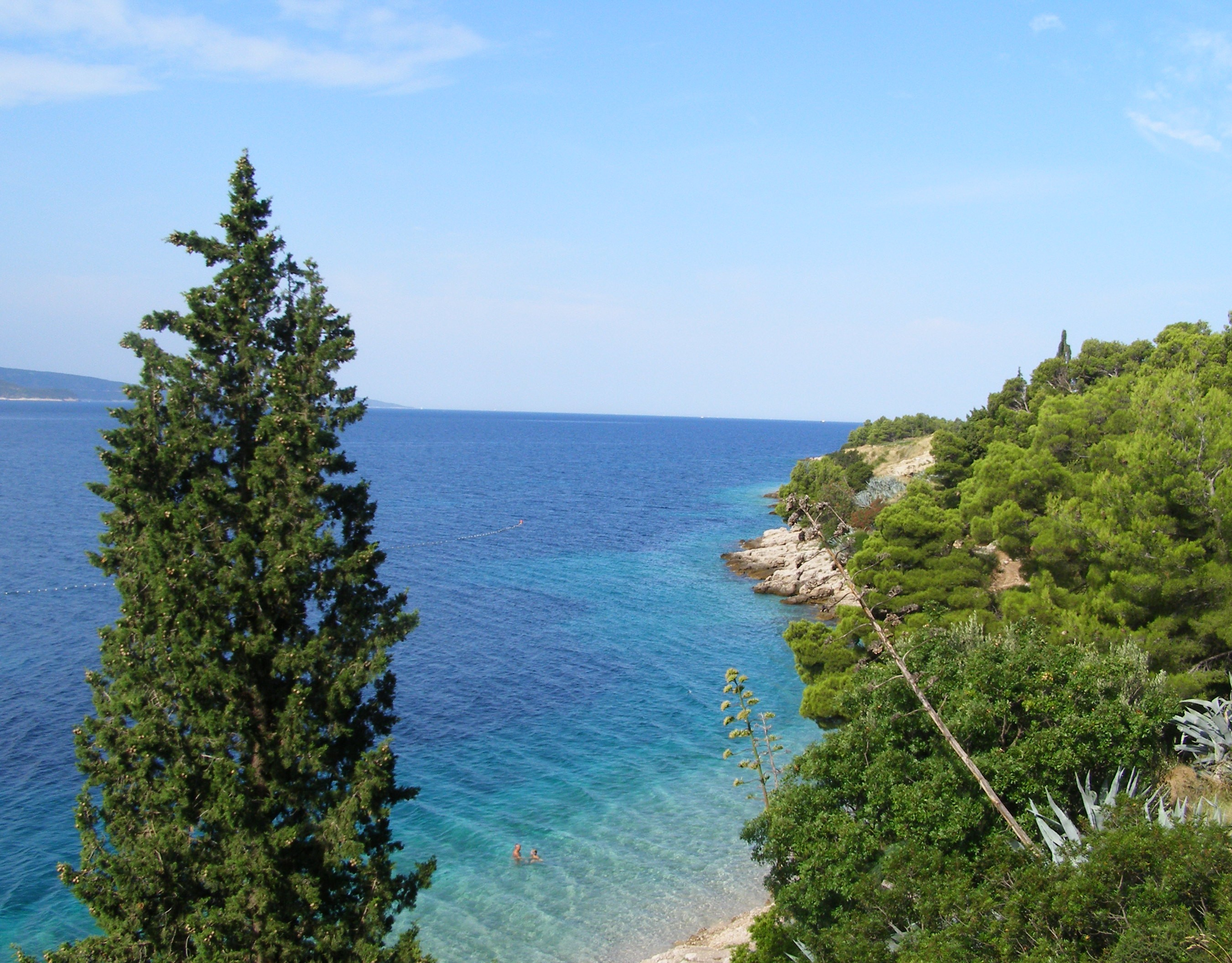
Bờ biển đảo Brač

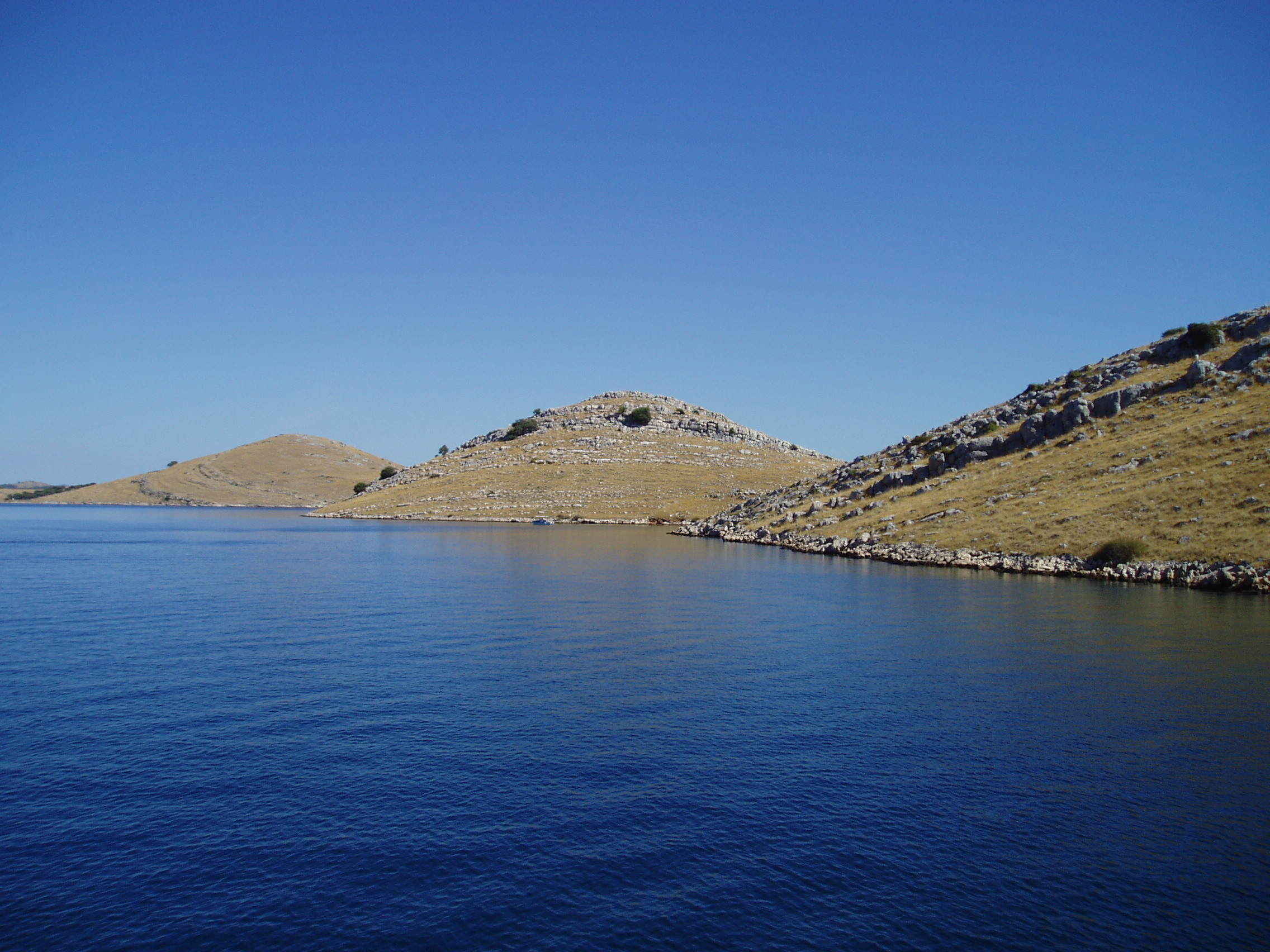
Quần đảo Kornati

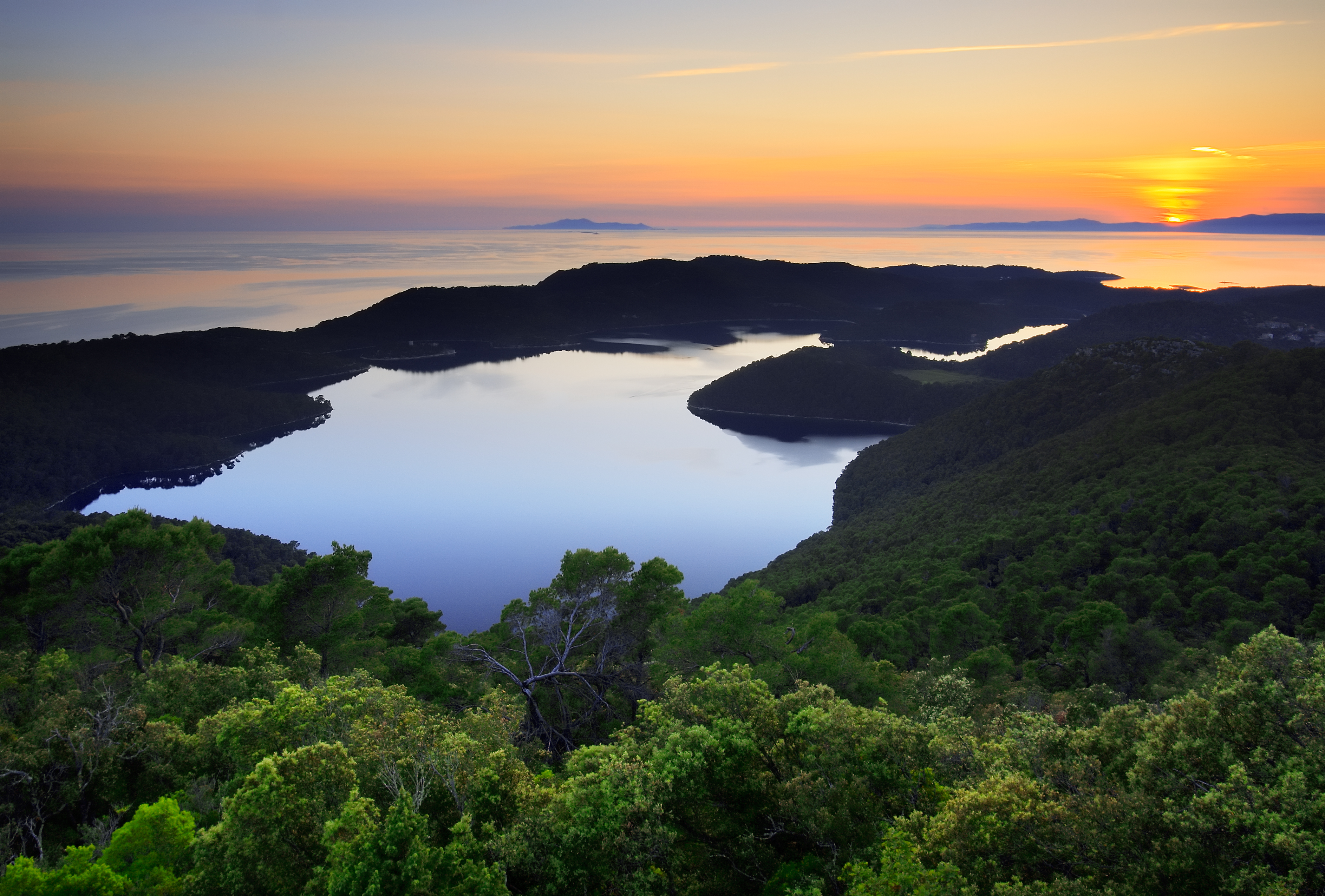
Một khu rừng và hồ trên đảo Mljet

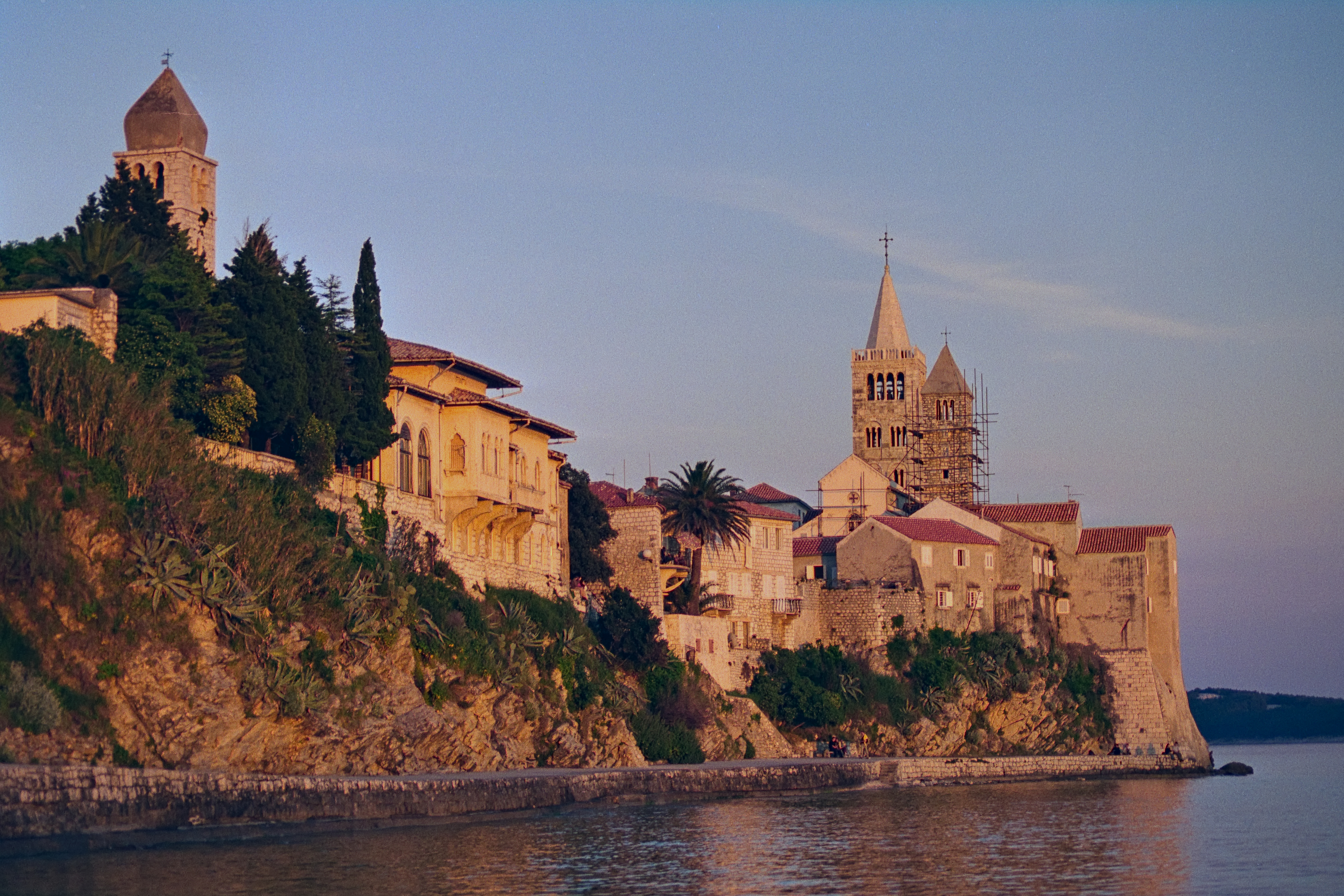
Trung tâm thị trấn lịch sử Rab, trên đảo Rab

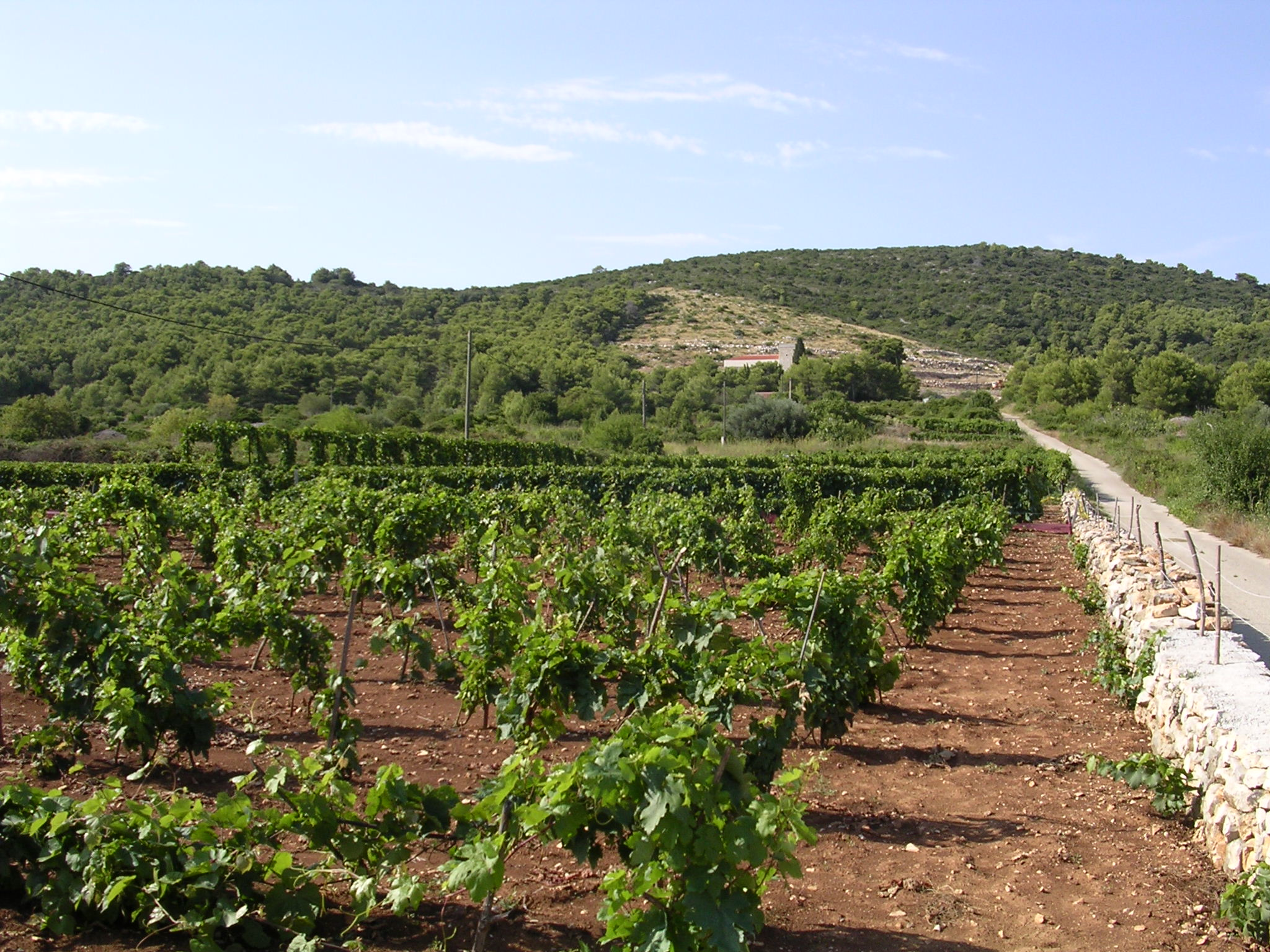
Một vườn nho trên đảo Vis

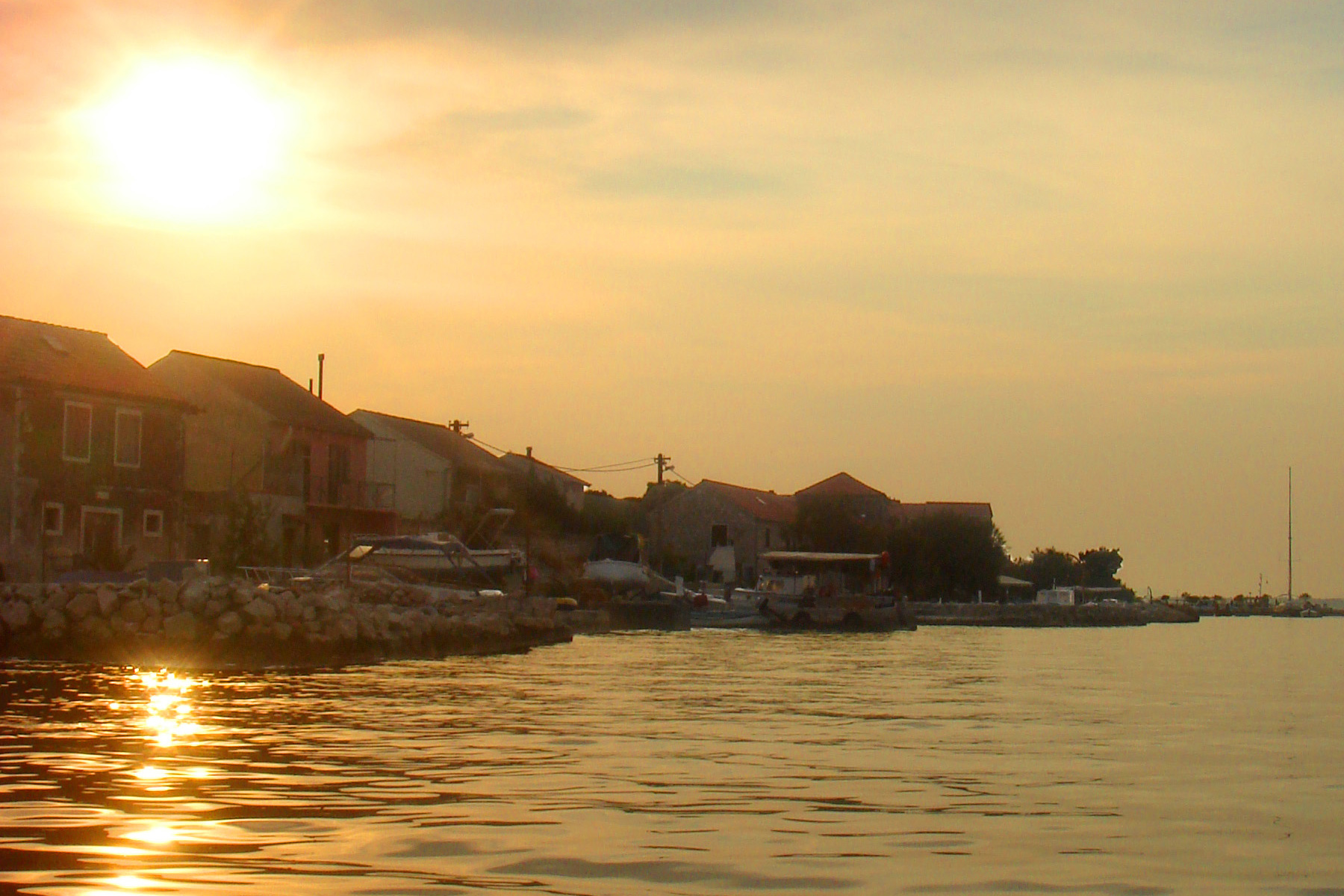
Mùa hè trên đảo Krapanj

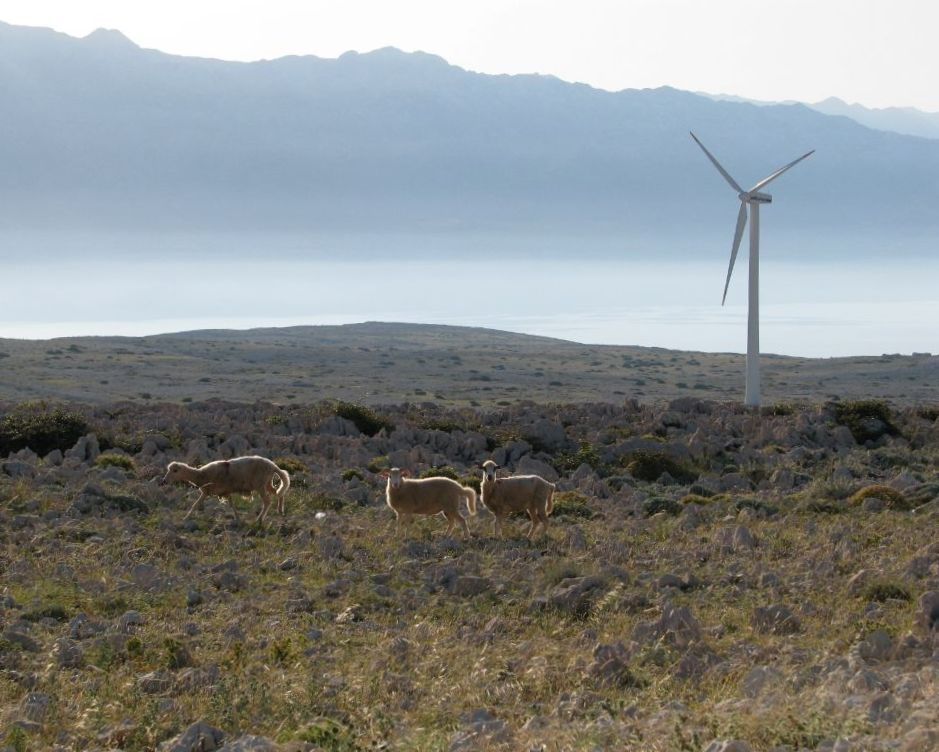
Một trang trại gió trên đảo Pag

|  | 0 đến 10/km2 (0,000 đến 0,040/acre)  |
|  | 10 đến 50/km2 (0,040 đến 0,202/acre) |
|  | 50 đến 100/km2 (0,20 đến 0,40/acre)  |
|  | 100 đến 150/km2 (0,40 đến 0,61/acre) |
|  | >150/km2 (0,61/acre)                 |

| #  | Đảo          | Hạt                   | Dân số (tính đến 31 tháng 3 năm 2011) | Diện tích                    | Điểm cao nhất    | Mật độ dân số          |
| -- | ------------ | --------------------- | ------------------------------------- | ---------------------------- | ---------------- | ---------------------- |
| 1  | Krk          | Primorje-Gorski Kotar | 19.383                                | 405,78 km2 (100.270 mẫu Anh) | 568 m (1.864 ft) | 47,8/km2 (0,193/acre)  |
| 2  | Korčula      | Dubrovnik-Neretva     | 15.522                                | 276,03 km2 (68.210 mẫu Anh)  | 569 m (1.867 ft) | 56,2/km2 (0,227/acre)  |
| 3  | Brač         | Split-Dalmatia        | 13.956                                | 394,57 km2 (97.500 mẫu Anh)  | 780 m (2.560 ft) | 35,4/km2 (0,143/acre)  |
| 4  | Hvar         | Split-Dalmatia        | 11.077                                | 299,66 km2 (74.050 mẫu Anh)  | 628 m (2.060 ft) | 37,0/km2 (0,150/acre)  |
| 5  | Rab          | Primorje-Gorski Kotar | 9.328                                 | 90,84 km2 (22.450 mẫu Anh)   | 410 m (1.350 ft) | 102,7/km2 (0,416/acre) |
| 6  | Pag          | Lika-Senj và Zadar    | 9.059                                 | 284,56 km2 (70.320 mẫu Anh)  | 349 m (1.145 ft) | 31,9/km2 (0,129/acre)  |
| 7  | Lošinj       | Primorje-Gorski Kotar | 7.587                                 | 74,68 km2 (18.450 mẫu Anh)   | 589 m (1.932 ft) | 101,6/km2 (0,411/acre) |
| 8  | Ugljan       | Zadar                 | 6.049                                 | 50,21 km2 (12.410 mẫu Anh)   | 286 m (938 ft)   | 120,5/km2 (0,488/acre) |
| 9  | Čiovo        | Split-Dalmatia        | 5.908                                 | 28,80 km2 (7.120 mẫu Anh)    | 217 m (712 ft)   | 205,1/km2 (0,830/acre) |
| 10 | Murter       | Šibenik-Knin          | 4.895                                 | 18,60 km2 (4.600 mẫu Anh)    | 125 m (410 ft)   | 263,2/km2 (1,065/acre) |
| 11 | Vis          | Split-Dalmatia        | 3.445                                 | 90,26 km2 (22.300 mẫu Anh)   | 587 m (1.926 ft) | 38,2/km2 (0,155/acre)  |
| 12 | Cres         | Primorje-Gorski Kotar | 3.079                                 | 405,78 km2 (100.270 mẫu Anh) | 639 m (2.096 ft) | 7,6/km2 (0,031/acre)   |
| 13 | Vir          | Zadar                 | 3.000                                 | 22,38 km2 (5.530 mẫu Anh)    | 112 m (367 ft)   | 134,0/km2 (0,542/acre) |
| 14 | Pašman       | Zadar                 | 2.845                                 | 63,34 km2 (15.650 mẫu Anh)   | 272 m (892 ft)   | 44,9/km2 (0,182/acre)  |
| 15 | Šolta        | Split-Dalmatia        | 1.700                                 | 58,98 km2 (14.570 mẫu Anh)   | 236 m (774 ft)   | 28,8/km2 (0,117/acre)  |
| 16 | Dugi Otok    | Zadar                 | 1.655                                 | 114,44 km2 (28.280 mẫu Anh)  | 337 m (1.106 ft) | 14,5/km2 (0,059/acre)  |
| 17 | Mljet        | Dubrovnik-Neretva     | 1.088                                 | 100,41 km2 (24.810 mẫu Anh)  | 513 m (1.683 ft) | 10,8/km2 (0,044/acre)  |
| 18 | Lastovo      | Dubrovnik-Neretva     | 792                                   | 46,87 km2 (11.580 mẫu Anh)   | 415 m (1.362 ft) | 16,9/km2 (0,068/acre)  |
| 19 | Iž           | Zadar                 | 615                                   | 17,59 km2 (4.350 mẫu Anh)    | 168 m (551 ft)   | 35,0/km2 (0,142/acre)  |
| 20 | Šipan        | Dubrovnik-Neretva     | 419                                   | 15,81 km2 (3.910 mẫu Anh)    | 224 m (735 ft)   | 26,5/km2 (0,107/acre)  |
| 21 | Prvić        | Šibenik-Knin          | 403                                   | 2,37 km2 (590 mẫu Anh)       | 75 m (246 ft)    | 170,0/km2 (0,688/acre) |
| 22 | Silba        | Zadar                 | 292                                   | 14,98 km2 (3.700 mẫu Anh)    | 83 m (272 ft)    | 19,5/km2 (0,079/acre)  |
| 23 | Zlarin       | Šibenik-Knin          | 284                                   | 8,19 km2 (2.020 mẫu Anh)     | 169 m (554 ft)   | 34,7/km2 (0,140/acre)  |
| 24 | Vrgada       | Zadar                 | 249                                   | 3,7 km2 (910 mẫu Anh)        | 115 m (377 ft)   | 67,3/km2 (0,272/acre)  |
| 25 | Lopud        | Dubrovnik-Neretva     | 249                                   | 4,63 km2 (1.140 mẫu Anh)     | 216 m (709 ft)   | 53,8/km2 (0,218/acre)  |
| 26 | Molat        | Zadar                 | 197                                   | 22,82 km2 (5.640 mẫu Anh)    | 148 m (486 ft)   | 8,6/km2 (0,035/acre)   |
| 27 | Kaprije      | Šibenik-Knin          | 189                                   | 6,97 km2 (1.720 mẫu Anh)     | 132 m (433 ft)   | 27,1/km2 (0,110/acre)  |
| 28 | Ist          | Zadar                 | 182                                   | 9,7 km2 (2.400 mẫu Anh)      | 174 m (571 ft)   | 18,8/km2 (0,076/acre)  |
| 29 | Krapanj      | Šibenik-Knin          | 170                                   | 0,36 km2 (89 mẫu Anh)        | 1,5 m (4,9 ft)   | 472,2/km2 (1,911/acre) |
| 30 | Koločep      | Dubrovnik-Neretva     | 163                                   | 2,4 km2 (590 mẫu Anh)        | 125 m (410 ft)   | 67,9/km2 (0,275/acre)  |
| 31 | Susak        | Primorje-Gorski Kotar | 151                                   | 3,8 km2 (940 mẫu Anh)        | 98 m (322 ft)    | 39,7/km2 (0,161/acre)  |
| 32 | Drvenik Veli | Split-Dalmatia        | 150                                   | 12,07 km2 (2.980 mẫu Anh)    | 178 m (584 ft)   | 10,8/km2 (0,044/acre)  |
| 33 | Olib         | Zadar                 | 140                                   | 26,09 km2 (6.450 mẫu Anh)    | 74 m (243 ft)    | 5,4/km2 (0,022/acre)   |
| 34 | Rava         | Zadar                 | 117                                   | 3,6 km2 (890 mẫu Anh)        | 98 m (322 ft)    | 32,5/km2 (0,132/acre)  |
| 35 | Žirje        | Šibenik-Knin          | 103                                   | 15,06 km2 (3.720 mẫu Anh)    | 134 m (440 ft)   | 6,8/km2 (0,028/acre)   |
| 36 | Unije        | Primorje-Gorski Kotar | 88                                    | 16,92 km2 (4.180 mẫu Anh)    | 132 m (433 ft)   | 5,2/km2 (0,021/acre)   |
| 37 | Drvenik Mali | Split-Dalmatia        | 87                                    | 3,3 km2 (820 mẫu Anh)        | 79 m (259 ft)    | 26,4/km2 (0,107/acre)  |
| 38 | Ilovik       | Primorje-Gorski Kotar | 85                                    | 5,2 km2 (1.300 mẫu Anh)      | 92 m (302 ft)    | 16,3/km2 (0,066/acre)  |
| 39 | Premuda      | Zadar                 | 64                                    | 9,25 km2 (2.290 mẫu Anh)     | 88 m (289 ft)    | 6,9/km2 (0,028/acre)   |
| 40 | Sestrunj     | Zadar                 | 48                                    | 15,03 km2 (3.710 mẫu Anh)    | 185 m (607 ft)   | 3,2/km2 (0,013/acre)   |
| 41 | Zverinac     | Zadar                 | 43                                    | 4,2 km2 (1.000 mẫu Anh)      | 111 m (364 ft)   | 10,2/km2 (0,041/acre)  |
| 42 | Rivanj       | Zadar                 | 31                                    | 4,4 km2 (1.100 mẫu Anh)      | 112 m (367 ft)   | 7,0/km2 (0,028/acre)   |
| 43 | Ošljak       | Zadar                 | 29                                    | 0,3 km2 (74 mẫu Anh)         | 90 m (300 ft)    | 96,7/km2 (0,391/acre)  |
| 44 | Kornat       | Šibenik-Knin          | 19                                    | 32,30 km2 (7.980 mẫu Anh)    | 237 m (778 ft)   | 0,6/km2 (0,0024/acre)  |
| 45 | Biševo       | Split-Dalmatia        | 15                                    | 5,8 km2 (1.400 mẫu Anh)      | 239 m (784 ft)   | 2,6/km2 (0,011/acre)   |
| 46 | Vele Srakane | Primorje-Gorski Kotar | 3                                     | 1,15 km2 (280 mẫu Anh)       | 59 m (194 ft)    | 2,6/km2 (0,011/acre)   |
| 47 | Male Srakane | Primorje-Gorski Kotar | 2                                     | 0,61 km2 (150 mẫu Anh)       | 40 m (130 ft)    | 3,3/km2 (0,013/acre)   |